# Arte erotica

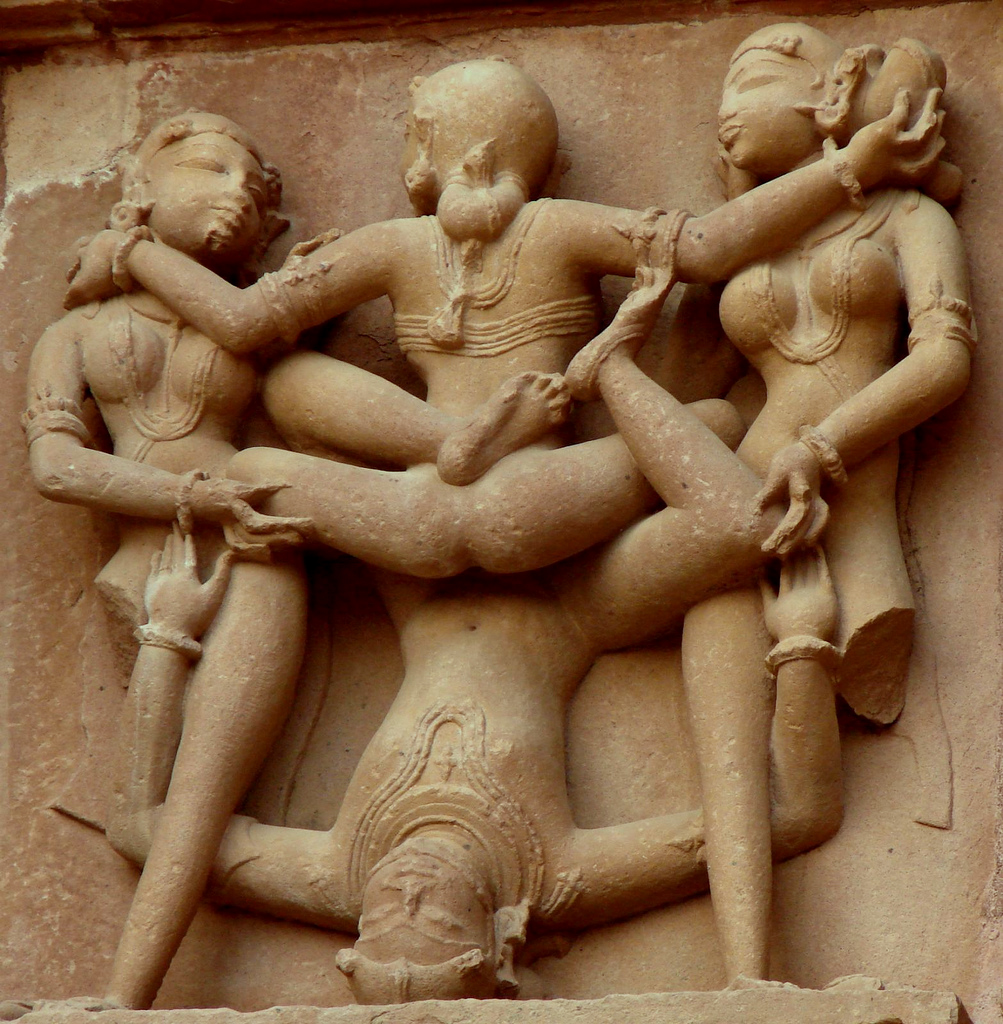
Sculture erotiche monumentali nelle pareti dei templi indiani di Khajuraho: illustrazione di una posizione sessuale descritta nel Kāma Sūtra.

L'arte erotica comprende qualsiasi opera d'arte destinata ad evocare o raffigurare scene di erotismo: essa può comprendere il disegno, l'incisione, la scultura, il dipinto, la fotografia, la musica e la scrittura.

## Definizione

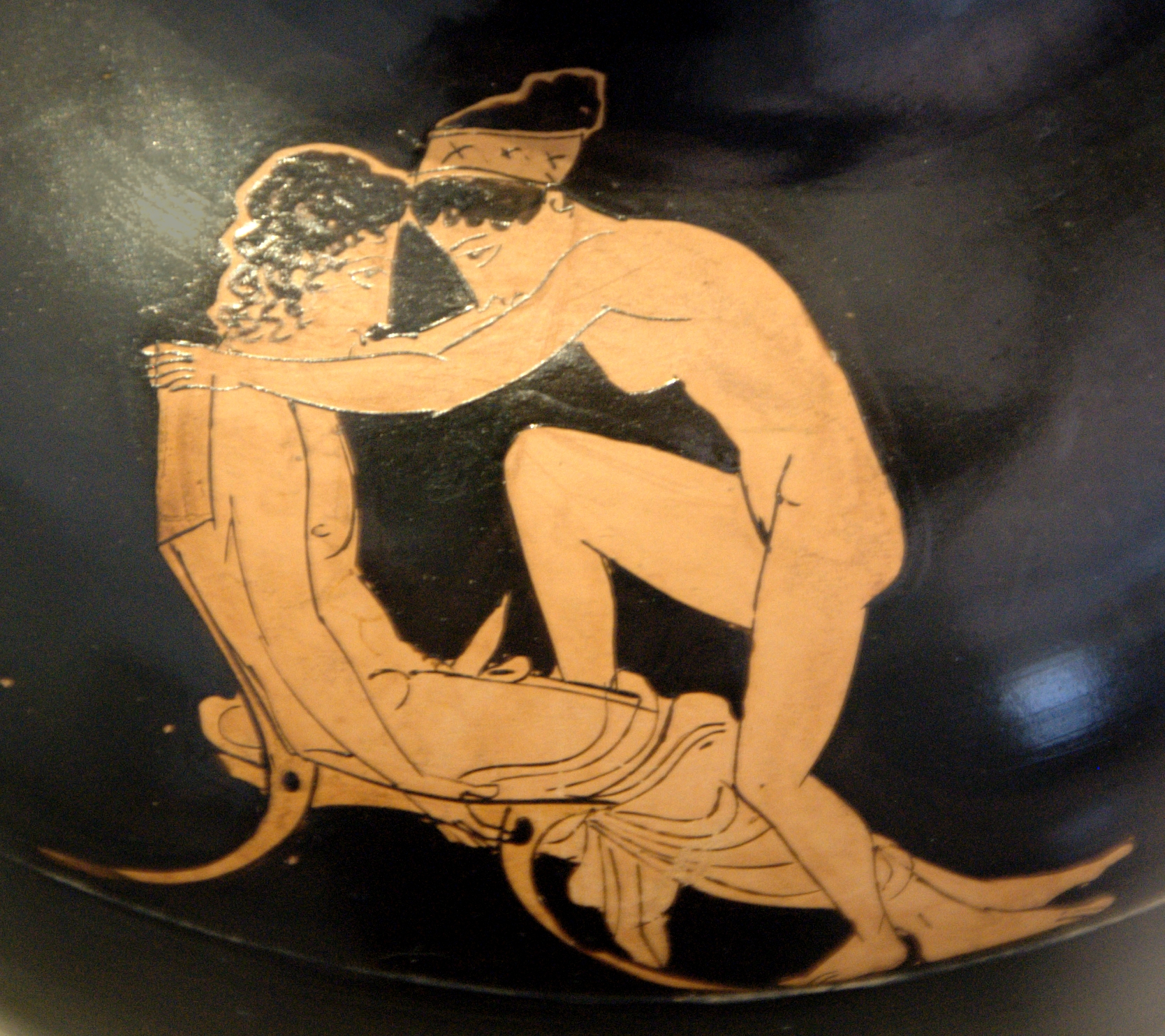
Dettaglio di un oinochoe erotico greco, pittore di Shuvalov 430-420 a.C.

Definire l'arte erotica può risultare difficile, dal momento che la percezione di ciò che è o meno erotico può fluttuare anche notevolmente; ad esempio una scultura rappresentante il simbolismo fallico in certe culture africane può anche essere considerata come simbolo tradizionale non apertamente erotico.
 Inoltre, una distinzione viene spesso fatta tra arte erotica e pornografia (rappresentazioni di scene esplicitamente sessuali destinate a provocare eccitazione sessuale) la quale non è solitamente considerata arte. La distinzione potrebbe risiedere negli intenti e nel messaggio che vuole trasmettere; l'arte erotica sarebbe quindi intesa come un'opera che si basa su elementi formali e storici dell'arte in generale.
 Tali elementi di distinzione risultano però essere anche altamente personali.

## Storia

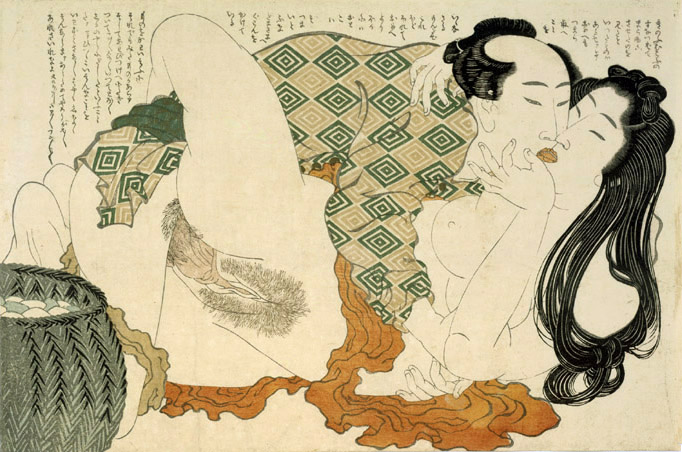
Hokusai, The Adonis Plant (Fukujusô), 1815

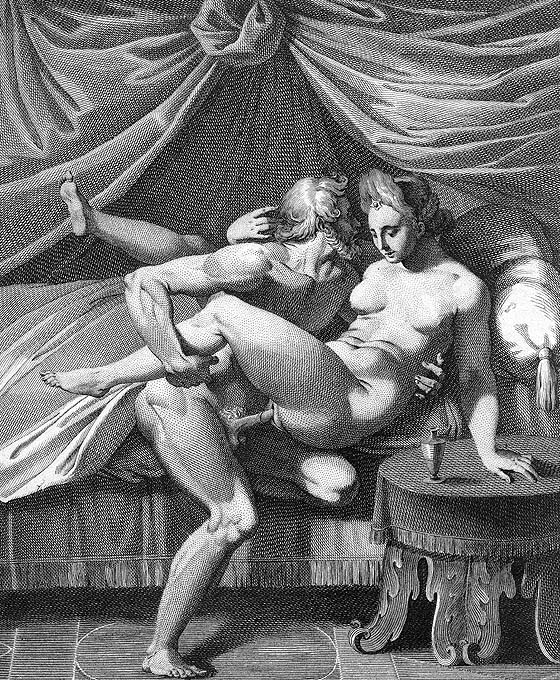
Giove e Giunone di Agostino Carracci (1557 - 1602)

Tra gli esempi più antichi sopravvissuti di arte erotica vi sono le raffigurazioni risalenti al paleolitico, pitture rupestri e incisioni; ma moltissime tra le culture successive hanno creato delle forme di arte erotica. Gli antichi Greci dipingevano scene sessuali sulle loro ceramiche, molte delle quali famose per essere alcune delle prime rappresentazioni di omosessualità e pederastia.
 Si intravedono numerosi dipinti sessualmente espliciti anche sui muri degli edifici romani in rovina a Pompei.
La cultura dei Moche dell'antico Perù, in America del Sud, è un altro esempio di popolo antico che ha scolpito scene esplicite di erotismo nelle proprie ceramiche. Presso il museo Larco a Lima vi è un'intera galleria completamente dedicata alla ceramica erotica precolombiana.
Vi è stata una lunga tradizione di pittura erotica anche nelle culture orientali; la stampa shunga giapponese appare nel XIII secolo e continua a crescere di popolarità fino alla fine del XIX, quando è stata velocemente sostituita dalla fotografia. Allo stesso modo anche l'arte erotica cinese raggiunge il suo picco di popolarità durante l'ultima parte della dinastia Ming; all'interno della cultura dell'India il famoso Kāma Sūtra è un manuale sessuale arricchito da stampe erotiche, uno dei primi e più antichi nel suo genere ed ancora comunemente letto in tutto il mondo.
Nel continente europeo a partire dal Rinascimento vi è stata una tradizione di produzione erotica riservata al divertimento dell'aristocrazia. Nei primi anni del XVI secolo viene composto il libro erotico intitolato I Modi, un album di xilografie create in collaborazione da Giulio Romano, dall'incisore Marcantonio Raimondi e dal poeta Pietro Aretino.
François Boucher dipinge le amanti di Luigi XV di Francia in situazioni intime e posture assai provocanti; il pittore, che era inoltre direttore dell'accademia francese, illustrò anche le favole di La Fontaine, dove esplicita quelle che considera le situazioni più piccanti e sensuali. Jean-Honoré Fragonard è un altro artista dell'epoca autore di tele allusivamente erotiche.
Un "gabinetto erotico" viene ordinato e fatto installare da Caterina II di Russia nei pressi della propria suite privata a palazzo Gatchina; l'arredamento era molto eccentrico, con tavoli che avevano grandi peni come gambe e tutta una serie di peni e vagine erano scolpiti sui mobili. Le pareti erano inoltre interamente ricoperte d'arte erotica.
 Vi sono fotografie di questa stanza e testimonianze che ne descrivono l'interno; pare che gli arredi siano stati veduti per l'ultima volta nel 1941 da due ufficiali della Wehrmacht, dopo di che sembrano esser svaniti nel nulla. Un documentario che ha svolto ricerche in proposito suggerisce invece che il gabinetto si trovasse in realtà a palazzo Peterhof..

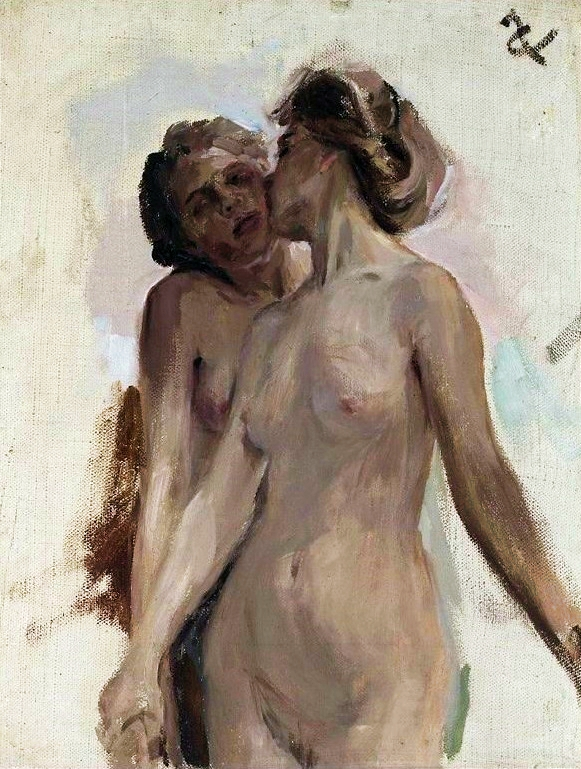
Symbolic dance di Jan Ciągliński, tardo XIX secolo, erotica lesbica (Museo nazionale di Varsavia)

### XVIII-XX secolo
Nella Francia prerivoluzionaria la figura di Afrodite diventa uno dei soggetti privilegiati della pittura, così come il tema mitologico di Leda sedotta dal cigno; Antoine Watteau dipinge la seduzione della dormiente Antiope, splendente e nuda, ad opera di uno Zeus bramoso. Si dice poi che fu proprio durante la rivoluzione francese che la raffigurazione erotica per la prima volta sia stata usata anche come strumento politico di "eversione": ne fanno testimonianza le caricature del cardinale Armand II de Rohan-Soubise e del conte Honoré Gabriel Riqueti de Mirabeau adornate di simbolismo fallico, ma anche la stampa antimilitarista ove si vede un soldato superdotato dirigersi verso il sesso di una donna distesa sopra un cannone.
Con l'800 la figurazione artistica erotica non fu più riservata solamente alle collezioni private di nobili e ricchi mercanti; grazie soprattutto alle notevoli migliorie apportate alla tecnica dell'incisione, entrarono a far parte d'un fiorente mercato clandestino. In Inghilterra il caricaturista Thomas Rowlandson creò per il futuro re Giorgio V tutta una serie d'immagini erotiche, disegni in cui era raffigurata la nobiltà di corte mentre si dedicava ai più svariati atti sessuali.
L'incisore William Hogarth fu autore di varie immagini con forte richiamo sessuale, tra cui le sei denominate "La carriera della puttana"; anche Antoine Borel ebbe gran fortuna in quanto illustratore di Fanny Hill. Memorie di una donna di piacere. Nel corso del XIX secolo vi fu una sempre più marcata evoluzione dalla pittura erotica basata sul simbolismo mitologico-religioso a quella di contenuto decisamente più realistico; per la prima volta specifici atti sessuali tra uomini e donne appaiono in forma di pittura, incisione e acquarello, eseguite da artisti conosciuti ed esposte al pubblico nelle mostre.
Honoré Daumier fu uno tra i primissimi propugnatori della rivoluzione iconografica sessuale, i suoi acquarelli ritraggono la sessualità umana in un contesto reale e quotidiano, senza più alcun scenario classicheggiante o mitologico, col rapporto sessuale finalmente rappresentato in un letto. Nel 1855 viene esposto - tra furiose contestazioni per l'evidente allusione erotica - un grande dipinto intitolato "Il bagno", poi mutato in Colazione sull'erba, dell'impressionista Édouard Manet: una figura femminile nuda siede in un boschetto tra due uomini completamente vestiti, mentre ve ne è un'altra in lontananza che fa il bagno in un laghetto.
Poi arrivò Gustave Courbet con Il Sonno, ossia "Le amiche" (due lesbiche nude strettamente allacciate nel letto), ma soprattutto con L'origine del mondo, un torso di donna che mostra in primissimo piano il suo sesso scoperto. Anche Jean-Auguste-Dominique Ingres riempì quaderni di disegni a forte contenuto erotico, ritrovati solo dopo la sua morte; le opere di Antoine Wiertz e i disegni dell'ungherese Mihály Zichy erano invece diretti ad un ristretto pubblico amatoriale. Jean-François Millet produsse disegni e sanguigne di atti sessuali, mentre Edgar Degas produceva immagini erotiche all'interno del contesto del bordello e gli capitò d'illustrare anche un'edizione del racconto La casa Tellier di Guy de Maupassant.
Le incisioni a colori ed il miglioramento delle tecniche di litografia permettono una sempre più ampia diffusione dell'immagine erotica, Achille Devéria è un altro autore estremamente realista e dalla fantasia sessuale scatenata, seguito poi da Aubrey Beardsley, esagerato e sarcastico nelle sue immagini; illustrerà anche la Salomè di Oscar Wilde. Paul Gauguin importa l'innocenza erotica di Tahiti, mentre Henri de Toulouse-Lautrec da nei suoi schizzi una rappresentazione liberatoria della sessualità, impegnandosi inoltre in una serie di tele a tema lesbico.
All'inizio del '900, mentre Pablo Picasso creava i suoi primi dipinti erotici, Jean Renoir affermava che un quadro per essere buono doveva essere prodotto con i genitali. La fotografia sostituisce sempre più l'incisione, realizzando così il pieno realismo del tema erotico. A Vienna operano Gustav Klimt ed il suo discepolo Egon Schiele; quest'ultimo, a causa dei suoi ritratti considerati esageratamente spinti e pornografici ha trascorso diverso tempo in prigione: molte tra le sue opere (soprattutto dipinti di giovani donne nude) sono state distrutte dalle autorità con l'accusa di essere rappresentazioni oscene che offendevano il buon costume ed il senso comune del pudore.
Oltre a loro anche George Grosz e tutto il dadaismo - che si vuole libero ed irrazionalista - capeggiato da Marcel Duchamp produssero opere speso oltraggiose e al limite della decenza; il movimento del surrealismo rivolge alla sessualità una grande attenzione, volendo inserire all'interno del progetto artistico aberrazioni e fantasie: André Masson con i suoi inchiostri di rapporti sessuali trasmutati in paesaggi, ma sopra tutti Salvador Dalí, a seguire Max Ernst, René Magritte e Hans Bellmer.
Juan Gris, Marc Chagall (con La reve del 1961), Joan Miró, Balthus ma in genere tutti i maggiori artisti del '900 han dedicato almeno una parte della propria produzione al genere erotico. La pop art, nata negli anni '50, vede autori come Allen Jones con composizioni fortemente falliche, Richard Hamilton e Peter Blake in Inghilterra e Tom Wesselmann, Larry Rivers e Andy Warhol oltre oceano.
Nell'età contemporanea la fotografa è diventata uno dei media più utilizzati per rappresentare l'erotismo nelle opere d'arte; editori come Taschen hanno stampato vaste selezioni di arte e storia della fotografia erotica moderna, da Alberto Vargas a Hajime Sorayama.

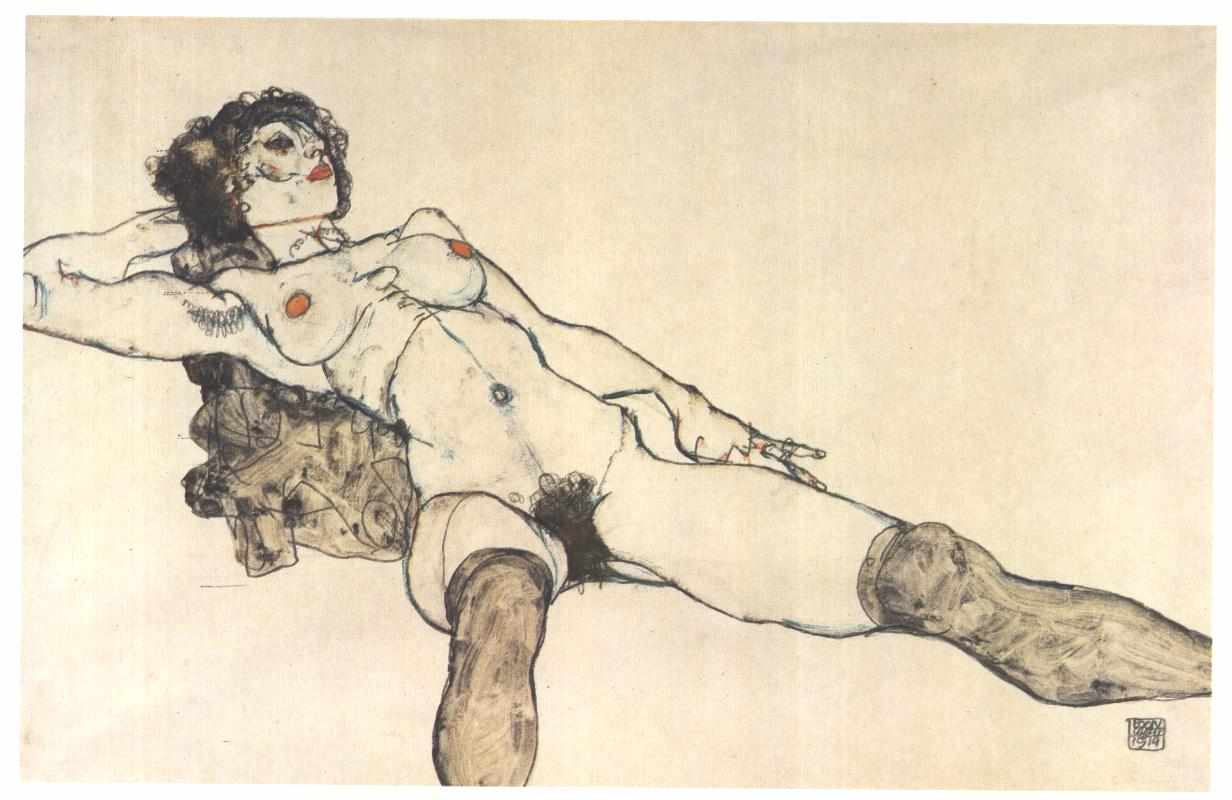
Egon Schiele, nudo femminile a gambe divaricate

## Arte erotica contemporanea
Oggi gli artisti erotici prosperano, anche se in alcuni ambienti il genere è in gran parte ancora poco accettato rispetto agli standard artistici ad esempio del ritratto e del paesaggio. Nel corso degli ultimi decenni la società occidentale ha ampliato la propria visione di ciò che può esser considerato alla stregua di opera d'arte, a partir dai diversi nuovi stili sviluppatesi nel corso del XIX secolo come l'impressionismo e il realismo.
Questo ha dato agli artisti contemporanei una molteplice varietà di generi tra cui scegliere, dall'arte fantastica alla dark art, dalle foto pin-up ai fumetti per adulti, dall'arte fetish agli anime hentai; tutti generi più o meno di nicchia con forti elementi erotici.
Tra le opere più importanti ci sono quelle di Gil Elvgren e Baron Von Lind, ma anche Greg Hildebrandt, Olivia De Berardinis, Alain Aslan, Paul John Ballard e altri. L'accettazione e la popolarità dell'arte erotica ha spinto il genere nella corrente principale della cultura pop e ha creato molte icone famose: Frank Frazetta, Luis Royo, Boris Vallejo, Chris Achilleos e Clyde Caldwell sono tra gli artisti il cui lavoro è stato più ampiamente distribuito.

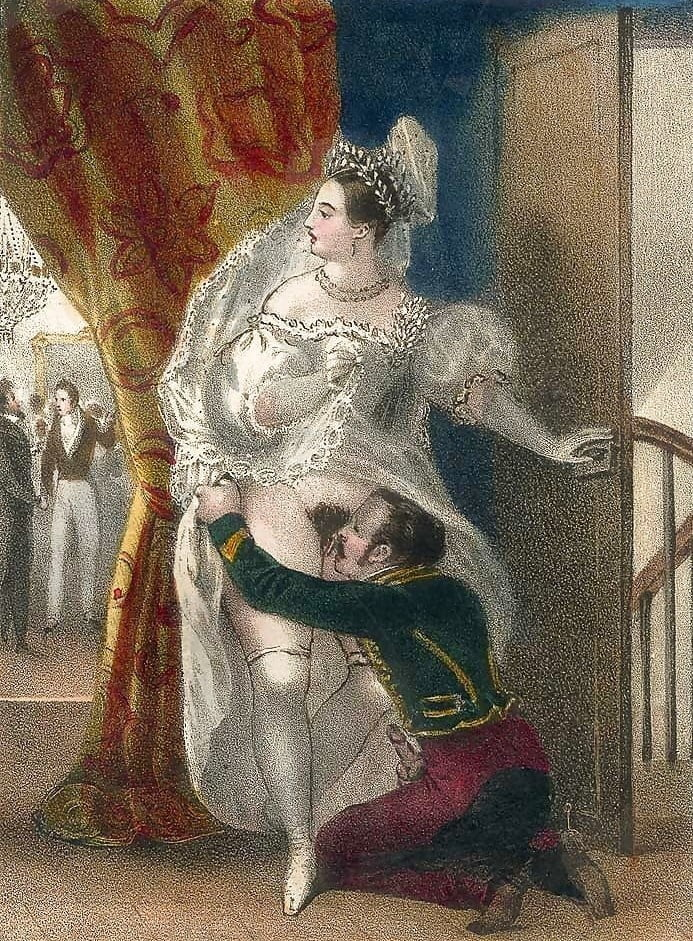
"Acquarello libertino" di Achille Devéria, scena esplicita di Cunnilingus sullo sfondo d'un ambiente rispettabile.

### Norme legali
Se si tratti di arte erotica o oscena dipende anche dalle norme comunitarie in cui essa è sorta. Negli Stati Uniti una sentenza del 1973 ha stabilito tre livelli di prova per determinare che cosa fosse osceno e quindi offensivo rispetto a ciò ch'era invece semplicemente erotico:
1. Se la "persona media" trova che l'opera nel suo complesso faccia appello ad un "interesse pruriginoso".
2. Se l'opera raffigura o descrive in modo palesemente offensivo e volgare una specifica condotta sessuale.
3. Se l'opera nel suo complesso manca di serio valore letterario, artistico, politico o scientifico.

Analoghe difficoltà nel distinguere tra erotismo e oscenità sono state riscontrate anche in moltissimi altri sistemi giuridici del mondo.